# 山西师范学堂
山西师范学堂是清末位于太原的一所学堂。

## 历史沿革
1905年，山西巡抚张曾扬在清廷的批准下设立山西师范学堂，校址位于令德堂旧址，任命罗襄为监督。开办之初只有初级简易科，1906年开设优级选科，并附设小学部，同年改名为山西两级师范学堂。初级师范学制为完全科五年，简易科一年；优级师范学制为选科三年，完全科四年。
1911年9月停办，1912年复校，改名为山西省太原师范学校，1913年改名为山西省立第一师范学校，1934年复名山西省太原师范学校。
1953年，再次改名为山西省立第一师范学校。1958年，与省立第二师范学校（即民国时期的山西省立国民师范学校）合并为太原师范专科学校。1962年，太原师范专科学校解体，太原师范学校随后独立办学，同年与山西太原女子师范学校合并。1970年，太原师范学校与太原市第二中学合并为太原五七学校，后于1975年恢复“太原师范学校”校名。2004年，并入太原大学外语师范学院（该校现为太原学院）。